# Ptychosperma sanderianum
Ptychosperma sanderianum är en enhjärtbladig växtart som beskrevs av Henry Nicholas Ridley. Ptychosperma sanderianum ingår i släktet Ptychosperma och familjen Arecaceae. Inga underarter finns listade i Catalogue of Life.